# Paris-Roubaix 1930
La 31e édition de la course cycliste Paris-Roubaix a eu lieu le 20 avril 1930 et a été remportée par le Belge Julien Vervaecke. La victoire lui a été attribuée après le déclassement contesté de Jean Maréchal, arrivé le premier, à la deuxième place.

## Parcours
Cette édition part d'Argenteuil, avenue de Verdun. Une côte, longue de 1 800 mètres, a été ajoutée au parcours à Cormeilles-en-Parisis. La course passe par Pontoise, Méru, Beauvais, Breteuil, Amiens, Doullens, Arras, Hénin-Liétard, Seclin.

## Déroulement de la course
Le départ des 86 coureurs est donné à 7h45 à Argenteuil. Jean Maréchal passe en tête à la première difficulté de la course, la côte de Cormeilles. Dix hommes se détachent après Pontoise : Jean Aerts, Gossard, Paul Le Drogo, Leport, Antonin Magne, Jean Maréchal, Meier, Francis Pélissier, Heiri Suter et Rémi Verschaete. Quinze autres les rejoignent peu avant Méru. Jules Merviel s'échappe de ce groupe peu après. Il compte plus de trois minutes d'avance après son passage à Caply. Max Bulla et Antonin Magne se lancent à sa poursuite à Amiens. Bulla rattrape Merviel peu avant la côte de Doullens. Au sommet de celle-ci, Bulla et Merviel ont 1 minute et 30 secondes d'avance sur Magne et 3 minutes sur le groupe de poursuivants.
Bulla et Merviel sont rattrapés et lâchés par Leander Ghyssels, Jean Maréchal et Julien Vervaecke huit kilomètres avant Arras. Gyssels est ensuite distancé. Vervaecke l'est à son tour à Hénin-Liétard. Maréchal fait la course en tête jusqu'à Carvin : une crevaison l'y oblige à mettre pied à terre pour regonfler. Il ne tarde cependant pas à rattraper Vervaecke. Suivant les consignes de son directeur Ludovic Feuillet, Vervaecke ne relaye pas Maréchal. Il finit par attaquer mais est vite repris par Maréchal. Sur la route étroite, Vervaecke est déséquilibré et bascule dans le fossé. Cette chute permet à Maréchal de le distancer définitivement et d'arriver seul avenue des Villas à Roubaix où est jugée l'arrivée. Vervaecke arrive 24 secondes plus tard.

## L'affaire Maréchal

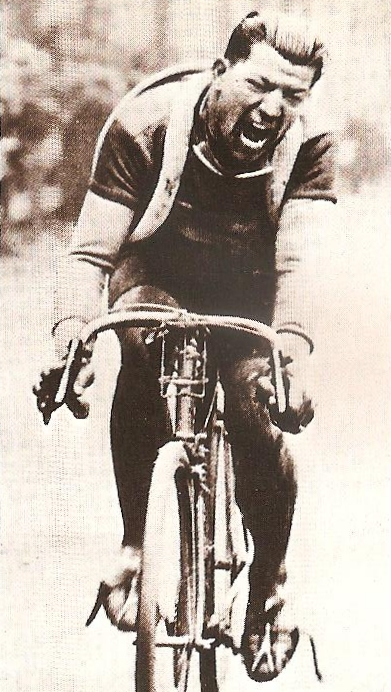
Jean Maréchal lors de la course.

À l'arrivée, Julien Vervaecke et Ludovic Feuillet protestent, et demandent le déclassement de Jean Maréchal qu'ils accusent d'avoir provoqué la chute. Les commissaires de courses se réunissent et, après avoir entendu les deux coureurs et des témoins, décident de retirer la victoire à Maréchal et de lui attribuer la deuxième place. Cette décision surprend : le règlement prévoit en effet qu'il doit être soit disqualifié s'il est fautif, soit maintenu à sa place s'il est innocent. Cette décision, souvent qualifiée d'injuste ou de scandaleuse, est parfois expliquée par l'influence de Ludovic Feuillet et de son équipe Alcyon, capable d'acheter des espaces publicitaires dans les quotidiens, dont l'organisateur L'Auto, tandis que Maréchal court alors pour le modeste constructeur parisien Colin. Jean Maréchal a protesté de son innocence jusqu'à sa mort : « Dans mon dos, j'ai senti que Vervaecke allait m'attaquer en montant sur le trottoir. Comme je suis un peu acrobate, j'ai sauté aussi sur la bordure de trottoir. Nous nous sommes touchés de l'épaule et il est tombé... »,.

## Classement final
|    | Cycliste                 | Équipe                    |    | Temps                      |
| -- | ------------------------ | ------------------------- | -- | -------------------------- |
| 1. | Julien Vervaecke         | Alcyon-Dunlop             | en | 8 h 11 min 14 s            |
| 2. | Jean Maréchal            | Colin                     | en | 8 h 10 min 50 s (déclassé) |
| 3. | Antonin Magne            | Alleluia-Wolber           | +  | 6 min 48 s                 |
| 4. | Émile Joly               | Genial Lucifer-Hutchinson |    | 6 min 48 s                 |
| 5. | Nicolas Frantz           | Alcyon-Dunlop             |    | 6 min 48 s                 |
| 6. | Jean Aerts               | Fontan                    |    | 6 min 48 s                 |
|    | Frans Bonduel            | Dilecta-Wolber            |    | 6 min 48 s                 |
|    | Jérôme Declercq          | La Nordiste               |    | 6 min 48 s                 |
|    | Maurice De Waele         | Alcyon-Dunlop             |    | 6 min 48 s                 |
|    | Aimé Dossche             | La Nordiste               |    | 6 min 48 s                 |
|    | Marcel Gobillot          | Dilecta-Wolber            |    | 6 min 48 s                 |
|    | André Godinat            | Dilecta-Wolber            |    | 6 min 48 s                 |
|    | Alfred Hamerlinck        | La Nordiste               |    | 6 min 48 s                 |
|    | Hector Leroy             |                           |    | 6 min 48 s                 |
|    | Désiré Louesse           | Oscar Egg                 |    | 6 min 48 s                 |
|    | Pierre Magne             | Alleluia-Wolber           |    | 6 min 48 s                 |
|    | Hector Martin            | Elvish                    |    | 6 min 48 s                 |
|    | Jules Merviel            | Alleluia-Wolber           |    | 6 min 48 s                 |
|    | Julien Perrain           |                           |    | 6 min 48 s                 |
|    | Georges Ronsse           | La Française              |    | 6 min 48 s                 |
|    | Heiri Suter              | Genial Lucifer-Hutchinson |    | 6 min 48 s                 |
|    | Odiel Taillieu           | Oscar Egg                 |    | 6 min 48 s                 |
|    | Armand Van Bruane        | La Nordiste               |    | 6 min 48 s                 |
|    | Bernard Van Rysselberghe | Dilecta-Wolber            |    | 6 min 48 s                 |
|    | Gustaaf Van Slembrouck   | Genial Lucifer-Hutchinson |    | 6 min 48 s                 |
|    | Petrus Verhaegen         | Genial Lucifer-Hutchinson |    | 6 min 48 s                 |